# Вильчанский поселковый совет
Вильчанский поселковый совет — входит в состав Волчанского района Харьковской области Украины.
Административный центр поселкового совета находится в пгт Вильча.

## История
- 1993 — дата образования.
- После 17 июля 2020 года в рамках административно-территориальной «реформы» по новому делению Харьковской области[2][3] данный совет, как и весь Волчанский район Харьковской области, был упразднён; входящие в него населённые пункты и его территории присоединены к … территориальной общине Чугуевского района.
- Поссовет просуществовал 27 лет.

## Населённые пункты совета
- пгт Вильча